# Нововодяное (Кропивницкий район)
Нововодяное (укр. Нововодяне) — село в Субботцевской сельской общине Кропивницкого района Кировоградской области Украины.
До 2020 года входило в Знаменский район
Население по переписи 2001 года составляло 148 человек. Почтовый индекс — 27443. Телефонный код — 5233. Занимает площадь 1,08 км². Код КОАТУУ — 3522282605.